# Репринцево
Репринцево — деревня в Клявлинском районе Самарской области в составе сельского поселения Чёрный Ключ.

## География
Находится на левом берегу реки Большой Черемшан на расстоянии примерно 5 километров по прямой на северо-запад от районного центра железнодорожной станции Клявлино.

## История
Деревня была основана в начале XIX века капитаном флота Дурасовым, переселившим сюда своих крестьян. До 1980-х годов в деревне имелся конный двор. 

## Население
Постоянное население составляло 10 человек (русские 90%) в 2002 году, 0 в 2010 году.